# Teoria Arrheniusa
Nazwą Teoria Arrheniusa określa się dwa postulaty z zakresu chemii:
1. Popularna nazwa postulatu Arrheniusa, że niektóre związki chemiczne posiadają zdolność do rozkładania się na jony - czyli ulegają dysocjacji elektrolitycznej.
2. Teoria Arrheniusa kwasów i zasad – jedna z teorii kwasów i zasad, postulująca, że kwasem jest związek, który dysocjuje się z wytworzeniem jonu wodorowego (H+), a zasadą związek, który dysocjuje z wytworzeniem jonu hydroksylowego (OH-). W myśl tej teorii woda jest jednocześnie kwasem i zasadą.

Przykłady
- kwas solny

HCl ⇌ H+ + Cl-
- zasada sodowa

NaOH ⇌ Na+ + OH-